# صالح عبيد
صالح عبيد : (15 أيلول 1955 ، 21 مايو 2013) هو مناضل سياسي و نقابي تونسي ، و هو من مؤسسي التيار الوطني الديمقراطي في أواخر سبعينات القرن الماضي . عاش في النضال من لما كان في الحركة التلمذية بسوسة وصولا للنضال من ثلة من المناضلين في كلية الآداب و العلوم الإنسانية بتونس ( 9 أفريل 1938 ) . 
بدأ عمله في التدريس سنة 1980 في معتمدية السبيخة من ولاية القيروان ، ثم بمدينة سيدي عمر بو حجلة ، ثم الجم ، ثم سافر للتدريس بسلطنة عمان تحديدا بولاية سمائل ثم الشابة ، فقصور الساف وصولا إلى السواسي ، و هو أب لأربعة أبناء .
توفي صبيحة 21 مايو 2013 في منزله الكائن بمدينة السواسي  إثر سكتة قلبية .